# Neophaenis
Neophaenis is een geslacht van vlinders van de familie Uilen (Noctuidae), uit de onderfamilie Hadeninae.

## Soorten
- N. aedemon Dyar
- N. catocala Hampson, 1911
- N. lichenea Hampson, 1918
- N. meterythra Hampson, 1908
- N. psittacea Schaus, 1898
- N. respondens Walker, 1858
- N. tullia Stoll, 1782